# Казарян, Вараздат Амаякович
Вараздат Амаякович Казарян (14 августа 1937, Ереван, Армянская ССР) — российский ученый-энергетик, доктор технических наук, профессор, член-корреспондент РАН, заслуженный деятель науки РФ. Один из основателей научной школы подземного хранения газа, нефти и газового конденсата. Автор ряда прогрессивных технологий сооружения и эксплуатации подземных хранилищ в каменной соли.

## Биография
Вараздат Амаякович Казарян родился 14 августа 1937 года в Ереване в семье учителей. Приехав в Москву, поступил в авиационный институт им. С. Орджоникидзе на специальность «Двигатели летательных аппаратов». Затем поступил в аспирантуру Московского института нефтехимической и газовой промышленности им. И. М. Губкина на кафедру использования газа в народном хозяйстве.

## Научная деятельность
Казарян является одним из основателей российской школы крупномасштабного подземного аккумулирования энергоносителей различных типов (легкие углеводороды, нефть и нефтепродукты, сжиженные углеводородные газы, водород, воздух, гелий, кислород) в резервуарах, созданных в устойчивых непроницаемых горных породах. Автор многочисленных трудов по технологии строительства и эксплуатации крупномасштабных подземных аккумуляторов энергоносителей. Им проведен большой объём исследований высокоинтенсивных нестационарных процессов тепло— и массообмена в замкнутом объёме в двух— и трехслойной системах, состоящих из сжимаемых и несжимаемых жидкостей, с учётом теплопроводности вмещающего подземный резервуар массива горных пород и геотермического градиента.
Им установлен «эффект торможения» реакционной поверхности в зависимости от режима гидродинамического течения жидкости. Эти исследования позволили разработать методы управления массообменом при подземном растворении горных пород и расчетные методы определения параметров тепломассообменных процессов при эксплуатации подземных аккумуляторов газонефтепродуктов.
Казарян является одним из авторов впервые предложившим технологию подземного хранения гелия и водорода, захоронения СО2. Под его руководством и непосредственном участии была разработана технология и спроектирован аккумулятор воздуха в составе воздушно— аккумулирующей газотурбинной электростанции.
Разработанные с непосредственным участием Казаряна высокоэффективные технологии по строительству подземных аккумуляторов для газов и жидкостей в некоторых случаях не имеют аналогов в мировой практике (двухъярусные резервуары, резервуары тоннельного типа, строительство с применением газообразных нерастворителей и др.), в настоящее время успешно реализуются.
Казарян принимает активное участие в подготовке специалистов высшей квалификации — кандидатов и докторов наук, является автором 30 изобретений и патентов и более чем 200 научных трудов.

## Признание
- Заслуженный работник Минтопэнерго России (1997);
- Отличник Министерства газовой промышленности (1985);
- Почетный работник газовой промышленности (1988);
- Ветеран труда газовой промышленности (1997);
- Изобретатель СССР (1985);
- Медаль «В память 850-летия Москвы» (1997);
- Премия имени И. М. Губкина (2006)[5];
- Благодарность Президента Российской Федерации (2013);
- Лауреат премии ОАО «Газпром» в области науки и техники (2013)[1].